# Den russisk-tyrkiske krig (1787-1792)
|  | For oversigt over alle krigene mellem de to imperier, se De russisk-tyrkiske krige |
Den russisk-tyrkiske krig 1787-1792 var en af flere konflikter mellem Det osmanniske rige og Det Russiske Kejserrige fra 1676 frem til 1. verdenskrig. Østrig allierede sig med Rusland under denne konflikt.
Krigen afsluttedes den 9. januar 1792 med indgåelsen af Jassytraktaten. Der godtog Det osmanniske rige Ruslands anneksion af Krim-khanatet. Også store dele af Moldavien og Ukraine kom under russisk styre. Dnestr blev den nye grænse mod Europa.
Krigen førte til en yderligere styrkelse af russisk indflydelse i Sortehavsområdet.